# NORAD
NORAD (angleško North American Aerospace Defense Command) je vojaška kratica, ki označuje Severnoameriško poveljstvo obrambe zračnega prostora. To je skupni ameriško-kanadski projekt, ki zagotavlja varnost in nadzor nad zračnim prostorom Severne Amerike. Projekt so začeli 12. maja 1958. Sedež poveljstva je v letalski bazi Peterson, Kolorado, ZDA.